# Zgierz
Zgierz (['zgʲεʃ]ⓘ) es una ciudad de la Polonia central, situada apenas al norte de Łódz y parte del área metropolitana del centro en esa ciudad, a 120 km al suroeste de la capital, Varsovia.
En 2007 tenía una población de 58.164 habitantes. Situada en el voivodato de Łódź.
Zgierz es una de las ciudades más antiguas de Polonia central. Adquirió sus derechos de ciudad antes de 1288.
A pesar de su rica historia, Zgierz tiene sobre todo una arquitectura residencial y es uno de los lugares preferidos para vivir de muchos profesionales de Łódz.

## Ciudades hermanadas
- Glauchau (Alemania)
- Hódmezővásárhely (Hungría)
- Kežmarok (Eslovaquia)
- Kupiškis (Lituania)
- Maniewicze (Ucrania)
- Orzysz (Polonia)
- Supraśl (Polonia)

## Galería

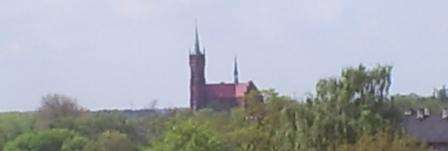
Panorama Zgierz
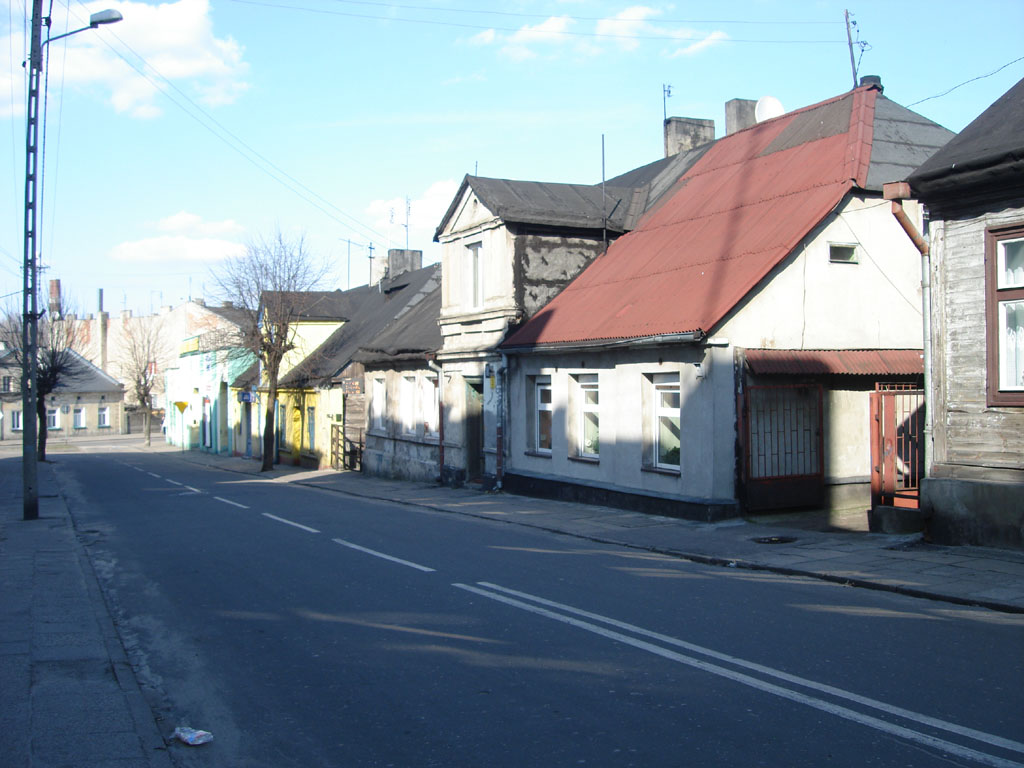
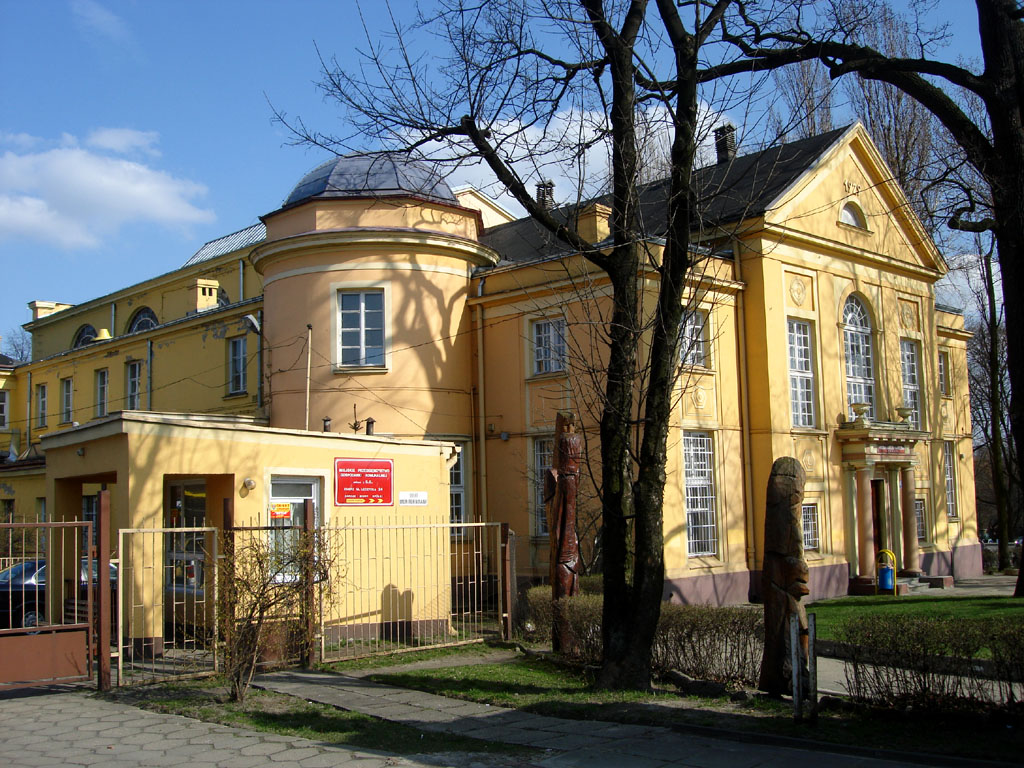
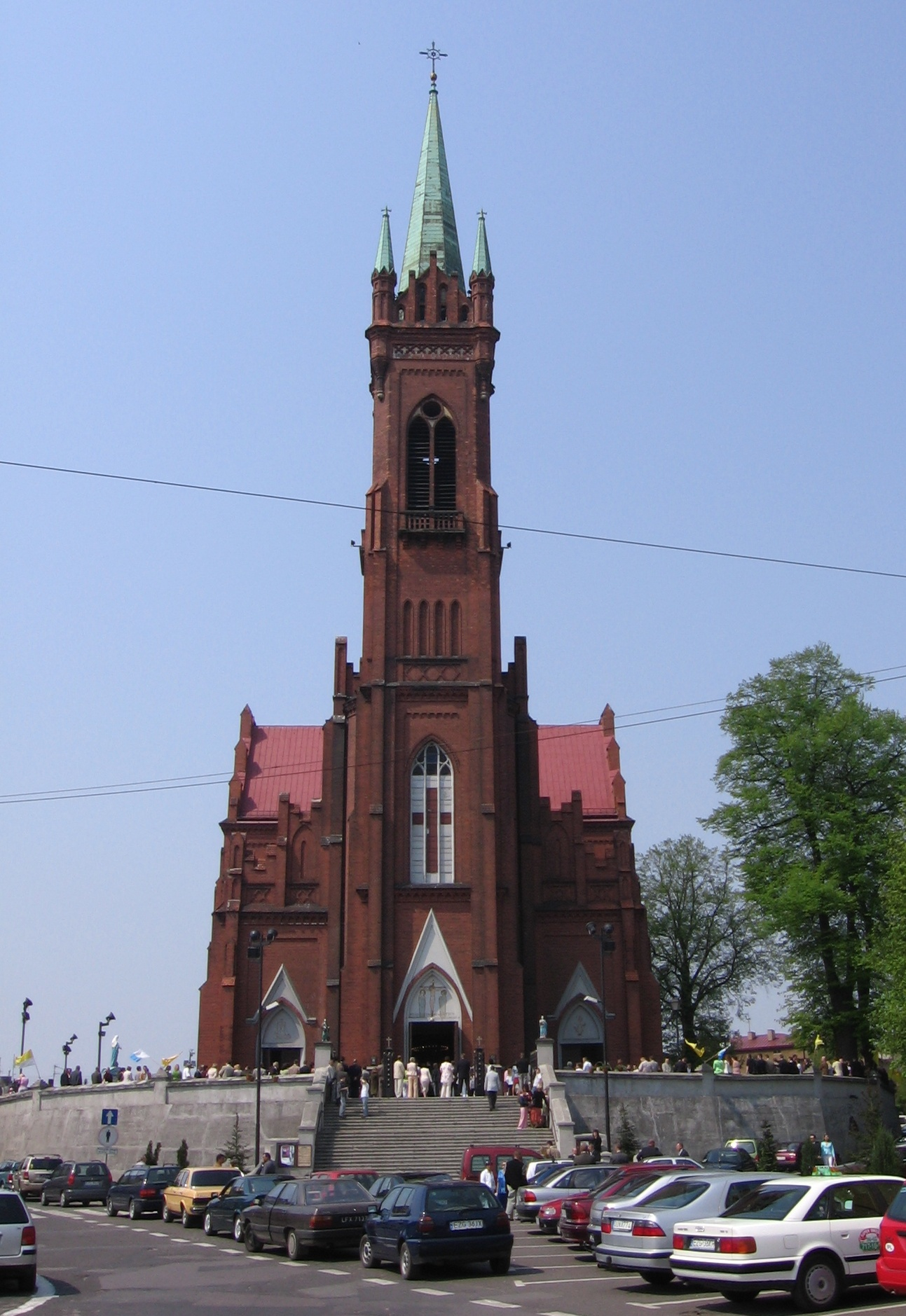
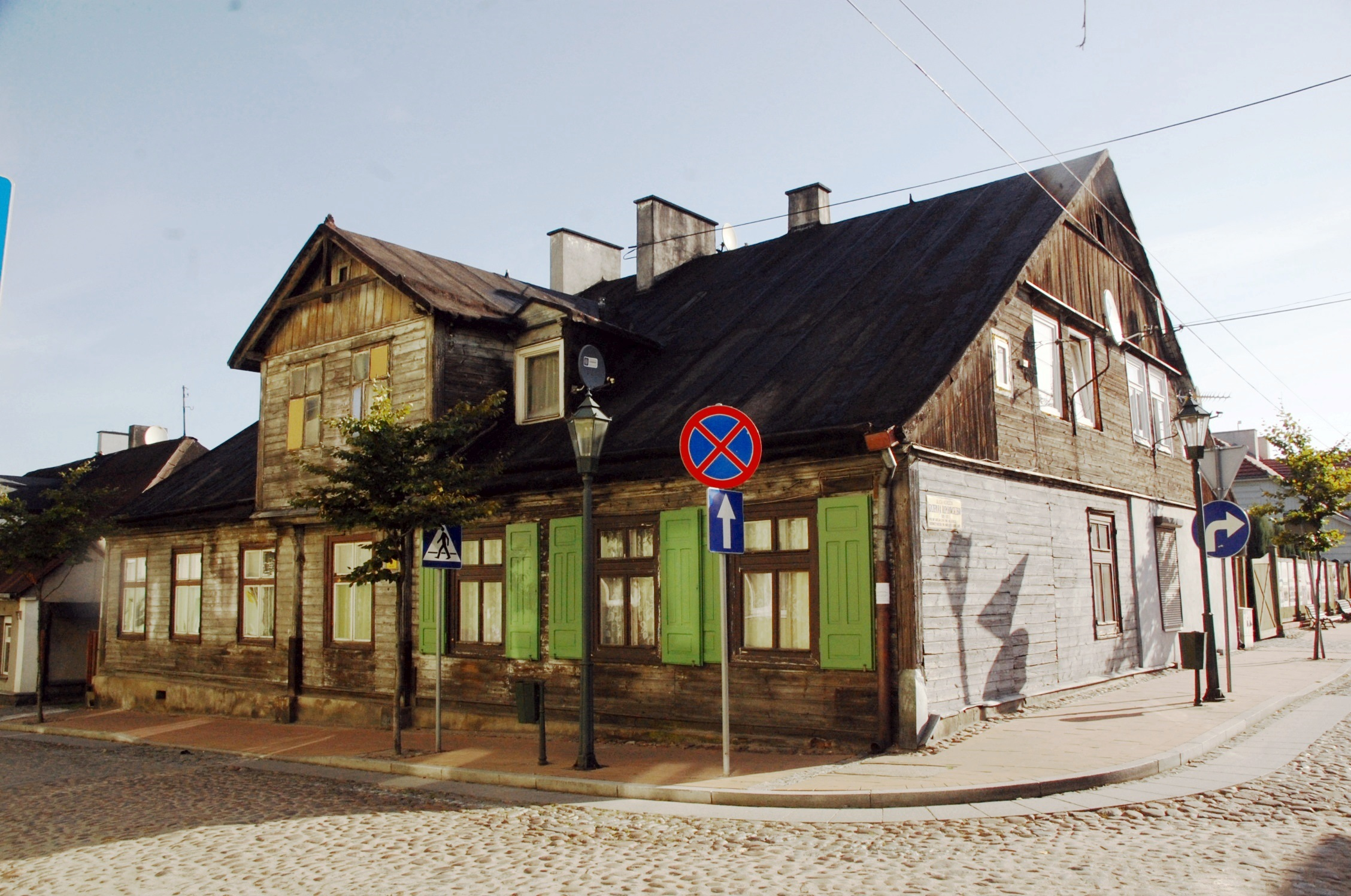